# Dawsonia filicaulis
Dawsonia filicaulis är en bladmossart som beskrevs av Geheeb 1896. Dawsonia filicaulis ingår i släktet Dawsonia och familjen Polytrichaceae. Inga underarter finns listade i Catalogue of Life.